# Edmundo Aray
Edmundo Aray (Maracay, Venezuela, 16 de noviembre de 1936- Caracas, 26 de junio de 2019) fue un cineasta y escritor venezolano, Premio Nacional de Cine en 1991.

## Biografía
Edmundo Aray nació en Maracay, estado Aragua, Venezuela, el 16 de noviembre de 1936. Su infancia y juventud transcurrieron en Barquisimeto, donde desarrolló su pasión por la literatura y el cine. Estudió economía en la Universidad Central de Venezuela (UCV), donde también se involucró en movimientos políticos y literarios de izquierda.
Fue un miembro activo de los grupos literarios Sardio y El Techo de la Ballena, dos movimientos clave en la renovación artística y literaria de Venezuela en las décadas de 1950 y 1960. Su trabajo abarcó la poesía, la narrativa, el ensayo y la crítica cinematográfica.
A partir de los años 60, se interesó por el cine y participó en el desarrollo del Nuevo Cine Latinoamericano y del Nuevo Cine Venezolano. Fundó la revista Rocinante y organizó encuentros de cineastas. Fue director del Departamento de Cine de la Universidad de Los Andes y director general de la Escuela Internacional de Cine y Televisión de San Antonio de los Baños, Cuba, entre 2000 y 2002.
Edmundo Aray jugó un papel clave en el desarrollo del cine latinoamericano, promoviendo un cine con compromiso social y político. Su trabajo abordó figuras históricas y problemáticas sociales a través del documental y la animación stopmotion.
Falleció el 26 de junio de 2019.

## Filmografía (selección)
- Pozo muerto (1968) – Guionista
- Venezuela tres tiempos (1972) – Codirector
- (Alias) El Rey del Joropo (1978) – Guionista
- Simón Bolívar, ese soy yo (1994) – Director
- Ese niño don Simón (1995) – Director
- Un Bolívar sabanero (1995) – Director
- Por aquí pasó, compadre (1996)
- José Martí, ese soy yo (2005) – Director
- Katugua, el lugar de lo posible (2007) – Director

## Obra literaria (selección)
- La hija de Raghú (1957)
- Nadie quiere descansar (1961)
- Tierra Roja, Tierra Negra (1968)
- Nadie quiere descansar (1961)
- Cambio de soles (1968)
- Libro de héroes (1971)
- Por un cine latinoamericano (1974)
- Los cuentos de Alfredo Alvarado, el Rey del Joropo (1975)
- Cantata del Monte Sagrado (1983)
- Bolívar, ese soy yo (1992)
- Simón Rodríguez, ese soy yo (2000)
- José Martí, ese soy yo (2005)
- Santiago Álvarez, cronista del Tercer Mundo (1983)
- Una y otra edad. Antología poética (1993)
- Escuela de todos los mundos (2001)
- Bolívar, de San Jacinto a Santa Marta (2005)

## Premios y reconocimientos
- Premio Nacional de Cine (1991)
- Premio Municipal de Cine de Caracas (1994) por Simón Bolívar, ese soy yo
- Premio Especial del Jurado en el Festival Internacional del Nuevo Cine Latinoamericano de La Habana (1994)
- Premio al Mejor Guion en el Festival de Cine de Bahía
- Mención Especial del Premio Nacional de Cine Monseñor Pellín (1994)
- Orden Francisco de Miranda en 2.ª Clase (2018)